# Aubin Louis Millin de Grandmaison
Aubin Louis Millin de Grandmaison (París, 1759 - 1818 ) fue un arqueólogo, numismático, botánico, viajero y mineralogista francés.

## Vida y obra
Estudió primeramente Ciencias naturales y fue uno de los fundadores de la primera Sociedad "Linneana" del mundo; y preso durante la Revolución francesa en el año 1793, fue salvado por la revolución del 9 de termidor.
En el año 1794 sucedió al abad Barthelemy en el cargo de conservador del Gabinete de medallas; y visitó en el año 1811, Italia y Sicilia, recogiendo en ese viaje ricos materiales.
Publicó gran número de obras, algunas de las cuales, quizás adolecen de redacción precipitada.

## Algunas publicaciones
- "Discurso sobre el origen y progreso de la Historia Natural en Francia"
- "Mineralogía histórica"
- "Antigüedades nacionales"
- "Elementos de Historia natural"
- "Introducción al estudio de los monumentos antiguos"
- "Monumentos antiguos inéditos"
- "Historia inédita de la Revolución francesa"
- "Diccionario de Bellas Artes"
- "Diccionario de las pinturas y vasos llamados etruscos"
- "Galería mitológica"
- "Viaje al Mediodía de Francia"
- En 1792 fundó con Noel y Warens el "Almacén Enciclopédico", cuya colección a finales del siglo XIX formaba 122 volúmenes en 8ª